# Don't Break My Heart Again

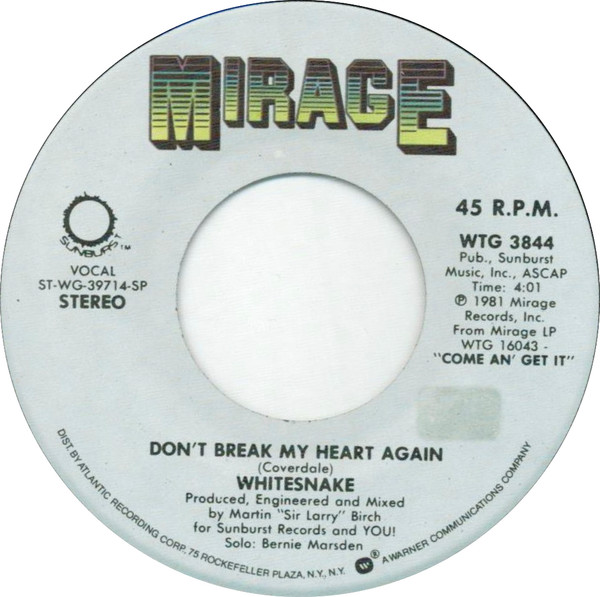

Don't Break My Heart Again è una canzone del gruppo musicale britannico Whitesnake, pubblicata come singolo di lancio dell'album Come an' Get It nel 1981. 
Si tratta del loro secondo singolo di successo dopo Fool for Your Loving, avendo raggiunto la posizione numero 17 nelle classifiche inglesi.

## Composizione
Scritta dal cantante David Coverdale, la canzone parte con un'introduzione di tastiere di organo di Jon Lord, accompagnato dal basso di Neil Murray e dalla batteria di Ian Paice, per poi vedere l'entrata delle chitarre e della voce di Coverdale. Secondo i racconti del cantante questa canzone è ispirata, come anche Fool for Your Loving, dalla fine del suo primo matrimonio.
È rimasto uno dei brani più popolari degli Whitesnake, suonato dal vivo fino al 1985, anno dopo il quale è stato completamente rivoluzionato l'organico e di conseguenza il repertorio della band. La canzone è stata recuperata dopo la ricostituzione della band nel 2002. Il chitarrista Doug Aldrich ha citato Don't Break My Heart Again come una delle sue canzoni preferite degli Whitesnake.

## Tracce
1. Don't Break My Heart Again – 4:04 (David Coverdale)
2. Child of Babylon – 4:50 (Coverdale, Bernie Marsden)

## Formazione
- David Coverdale – voce
- Micky Moody – chitarre
- Bernie Marsden – chitarre
- Neil Murray – basso
- Jon Lord – tastiere
- Ian Paice – batteria